# Escut i bandera de Ròtova
L'escut i la bandera de Ròtova són els símbols representatius oficials de Ròtova, municipi del País Valencià, a la comarca de la Safor.

## Escut heràldic
L'escut de Ròtova té el següent blasonament:
| « | Truncat i mig partit. El camper superior, ocupat pels pals d'Aragó (..), i els dos quarters inferiors que formen el mig partit, el de la dreta (..), en camper d'argent, un anyell pasqual de gules; i el de l'esquerra (..), en camper d'or, una fulla gran de figuera esmaltada de sinople. El tot coronat amb la Corona Reial Aragonesa, que és la mateixa de Castella però sense les diademes que la tanquen. Adornat amb dues palmes, enllaçades per una cinta amb la llegenda: “Ajuntament de Ròtova”. | » |

## Bandera
La bandera de Ròtova té la següent descripció:
| « | Bandera de proporcions 2:3. Per meitat vertical. A la primera meitat, un Agnus Dei de gules en camper d'argent. En la segona meitat, en camper d'or una fulla de figuera de sinople. | » |

## Història
L'escut fou aprovat per Decret de 3 d'abril de 1956, publicat en el BOE núm. 103 de 12 d'abril. Aquest Decret establia que l'escut havia de quedar ordenat «en la forma indicada per la Reial Acadèmia de la Història».
A l'informe oficial de la RAH, a càrrec de Vicente Castañeda, s'establia un blasonament diferent al presentat per l'Ajuntament. Aquest proposava un escut en cairó, recolzat en l'angle inferior en un capel abacial, i pretenia que, segons Castañeda, figuressin la majoria dels blasons i insígnies dels antics senyors i representacions de la flora i fauna o paisatges. Així, per exemple, hi figurava, al francquarter, sobre un fons blau una alqueria àrab sobre abundosa gespa; i al quarter superior esquerra, un margalló amb dos anyells que descansaven a la seua ombra, en camper d'or. Castañeda, finalment, simplificà la proposta.
Els Quatre Pals en record a Jaume I; l'anyell pasqual de gules en camper d'argent són les armories del llinatge català de Guillem Company; la fulla de figuera és la insígnia de Guillem de la Figuera.
La bandera fou aprovada per Resolució de 22 de juny de 2009, publicada en el DOGV núm. 6051 de 7 de juliol de 2009.